# 2001年香港立法會選舉委員會補選
2001年香港立法會選舉委員會補選是香港特別行政區成立後第4次立法會議席補選。補選於2001年9月16日舉行，以填補吳清輝教授於2001年7月15日辭去選舉委員會議席空缺。
2001年7月20日，立法會秘書處憲報公告宣布，立法會議席出現空缺。

## 背景
2001年7月，原本是立法會選舉委員會議員的吳清輝教授，獲邀請接替謝志偉博士出任香港浸會大學校長，因此吳清輝需要放棄其議席。

## 補選前期工作
選舉管理委員會於2001年7月17日發出新聞公報，宣佈補選的提名期由8月2日至8月15日，投票日為9月16日(星期日)。選舉管理委員會並就縮短投票時間，向選舉委員會委員諮詢意見。
選舉事務處於2001年7月27日於憲報刊登公告，宣布分別委任政制事務局首席助理局長5蘇植良先生及政制事務局助理局長5B李國雄先生為選舉主任及助理選舉主任。
選舉事務處於2001年8月18日發出新聞公報，宣布將會在灣仔香港會議展覽中心設立一個投票站(會議室201B)和點票站(會議室201A)，投票時間為07:30至19:30。相闗決定於2001年8月24日在憲報刊登。

## 選舉結果[9]
共有3名候選人獲有效提名。
在投票箱內的694張選票中，有20張屬問題選票，其中7張被裁定無效。點票工作費時約45分鐘完成。在20:30左右選舉主任便公布補選結果。
| 編號 | 候選人 | 所得票數 |
| ---- | ------ | -------- |
| 1    | 陳文鴻 | 34       |
| 2    | 何世柱 | 294      |
| 3    | 馬逢國 | 359      |

選民人數 (選舉委員會委員): 775
投票人數: 694
投票率: 89.55%
有效選票: 687
無效選票: 7